# Yiseishindo
Le Yiseishindo est une méthode officielle globale d’arts martiaux internes et externes, permettant de développer l’efficacité dans l’harmonie et le relâchement. Cette discipline permet de travailler des techniques inspirées du Karaté, Kobudo, Goshin Do, Yichuan, Qi gong et Taichi, Self-défense, sans compétition, dans une idée de synthèse de ces différentes disciplines, sans avoir la prétention de les remplacer dans leur spécificité. Le Yiseishindo permet de pratiquer l’union du corps et de l’esprit, de l’interne avec l’externe, sans négliger aucun de ces deux aspects.

## Historique
Patrick Brégier, fondateur de la méthode Yiseishindo, a commencé à pratiquer le karaté en 1974, avec Monsieur Jean Claude Molard 5e dan de karaté à Bordeaux. Après 15 ans de pratiques, il a commencé ses études à partir de 1989 du taï-chi dans la forme Chen, complétée par le yichuan et postures d’énergie avec Maître Tran Tan et Maître Le Gyan Yu. Il est diplômé d'État Sambo (défense personnelle), instructeur fédéral de karaté et certificat de qualification professionnelle Arts d'opposition (EPMM).
Il a également étudié à partir de 1998 la sophrologie pour devenir lui-même sophrologue existentiel de 3e cycle en 2005. 
Ainsi, après 40 années de pratique et d’enseignement des sports de combats et arts martiaux externes (Shōtōkai-ryū, full contact, sambo, self défense, nihon taï jitsu, …), ses recherches sur les arts martiaux et l’amélioration de la santé des pratiquants l’amènent en 1999 à fonder la méthode Yiseishindo. 

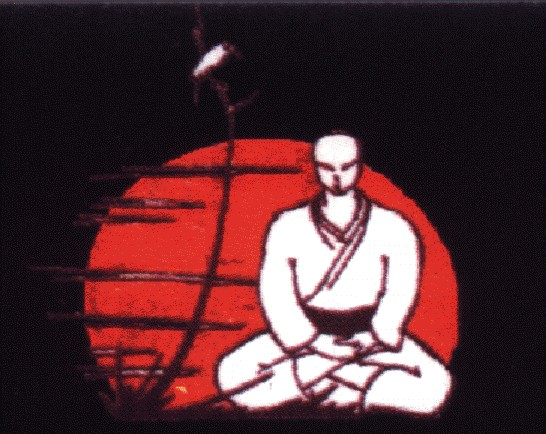
Logo de la méthode Yiseishindo (art martial)

Cette méthode fait l’objet d’un dépôt à l’INPI sous le numéro 9946NL et est portée officiellement par une fédération française agréée Jeunesse et Sports (FFST). Cette discipline est validée par un diplôme d'instructeur fédéral FFST Yiseishindo.
Elle est également référencée dans l'encyclopédie de référence des arts martiaux réalisée par M Habersetzer (Nouvelle encyclopédie des arts martiaux de l'Extrême-Orient, voir la référence bibliographique).

## Description de la méthode
Les piliers de la méthode s’expriment par les principes suivants : la pensée conduit l’énergie, l’énergie pousse le sang, unité du corps, alignement articulaire, relâchement, c’est l’union du corps mental, mental corps.
Cette méthode se distingue par :
- Le développement des perceptions et l’utilisation de l’énergie en combat pour plus d’efficacité
- La recherche et l’utilisation de principes physiologiques du corps humain dans le mouvement martial pour pérenniser la pratique et en faire un art respectueux, facteur de santé et d’équilibre.

L’approche empirique de recherche constitue un fondement de cette méthode. 
Elle s’appuie sur les enseignements du Taï chi chuan, Qi gong et Yi chuan, arts martiaux internes (Art martial interne), dans la visée de revisiter les applications externes. La méthode propose de passer progressivement de 80% d’externe (l’approche musculaire classique) et 20% d’interne (l’approche énergétique) à une inversion (80% d’interne véhiculé par seulement 20% d’externe). 
Elle s’appuie également sur le ressenti, notamment via les apports de la Sophrologie et de la sophrologie phénoménologique.
À ce jour (mai 2014), près de 1200 pratiquants sont recensés officiellement en France.

## Situation officielle de la méthode
La méthode Yiseishindo est inscrite en France et à l'étranger au sein de plusieurs fédérations sportives ou associations :
- FFST[3]
- CIKAMT[4]
- FEKAMT[5]
- IUMA[6]

## Ouvrage associé à la méthode
Patrick Brégier a publié un livre sur la méthode Yiseishindo nommé « Le Huit Interne ». L'objet de ce livre est de décrire la méthode et de partager 40 ans de pratique martiale, des redécouvertes de principes naturels oubliés.